# گرندویو (میزوری)
گرندویو (به انگلیسی: Grandview) شهری در شهرستان جکسون ایالت میزوری است که جمعیت آن در سرشماری سال ۲۰۱۰ میلادی ۲۴٫۴۷۵ نفر بوده‌است.